# Fiat Punto III
Pour les articles homonymes, voir Fiat Punto.
La Fiat Punto III (également connue sous les noms de Fiat Grande Punto et Fiat Punto Evo) est une citadine polyvalente commercialisée par le constructeur automobile italien Fiat.

## Histoire
Commercialisée par le constructeur automobile italien Fiat entre 2005 et 2018, il s'agit de la troisième génération de Punto. Elle est à l'origine d'un dérivé sportif, l'Abarth Punto.

### Grande Punto (2005 - 2012)
Arrivée un mois après sa rivale française la Renault Clio troisième du nom et cinq mois avant la nouvelle Peugeot 207, la réussite commerciale de cette nouvelle venue était nécessaire pour la survie de Fiat Auto, en mauvaise situation ces dernières années. Malgré une concurrence acharnée, la Grande Punto est un succès. Elle devient, en janvier 2006, la voiture la plus vendue en Europe et gagne de nombreux prix comme le Volant d'or 2005.

### Description
Avec 4,03 mètres de longueur, soit 19 cm de plus que sa précédente version, elle devient la polyvalente la plus grande de sa catégorie. Cette nouvelle voiture du géant turinois a été dessinée par le designer Giugiaro. Sa qualité de fabrication est en nette hausse par rapport aux générations précédentes.

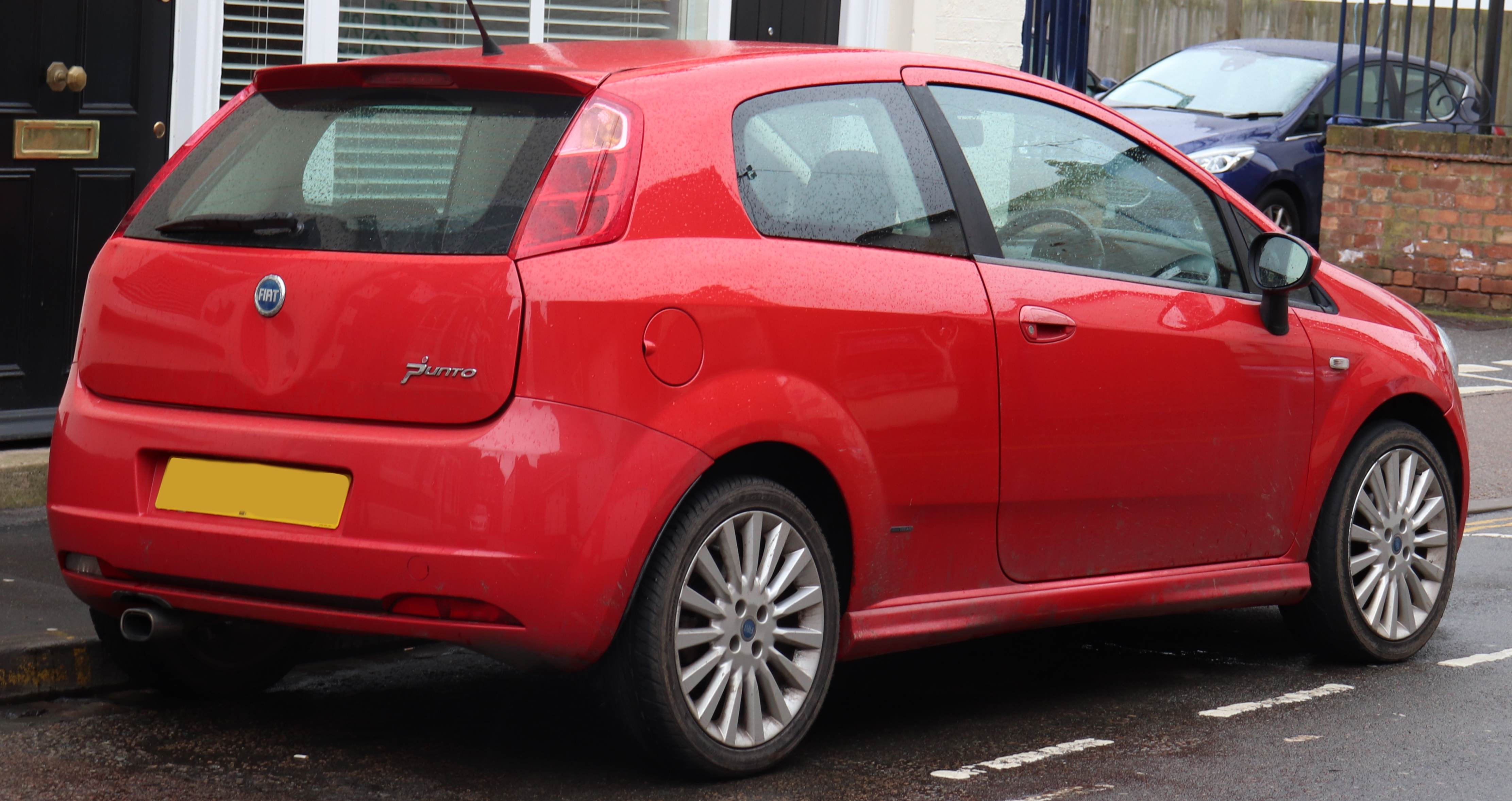
Fiat Grande Punto 3 portes
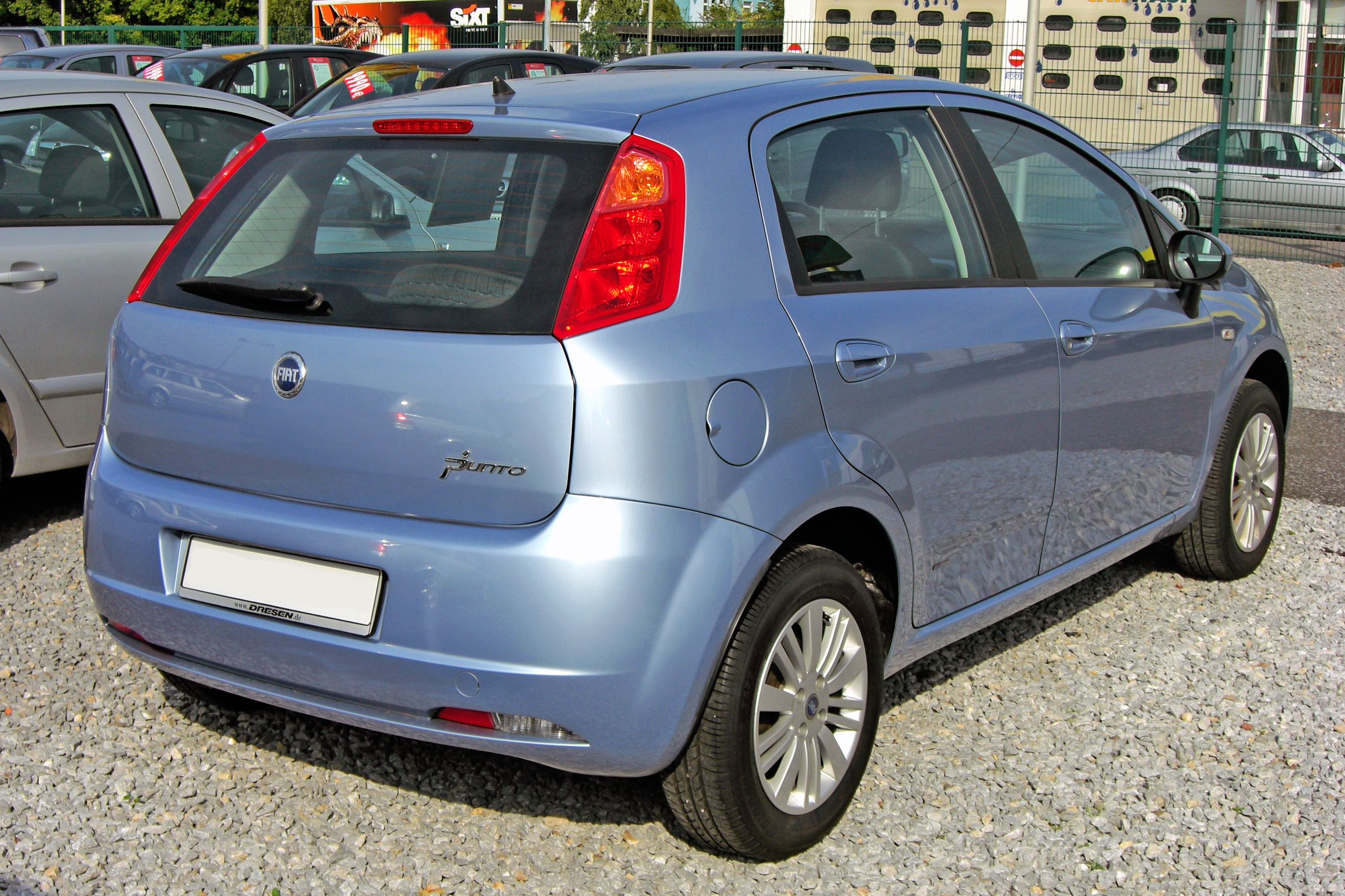
Fiat Grande Punto 5 portes
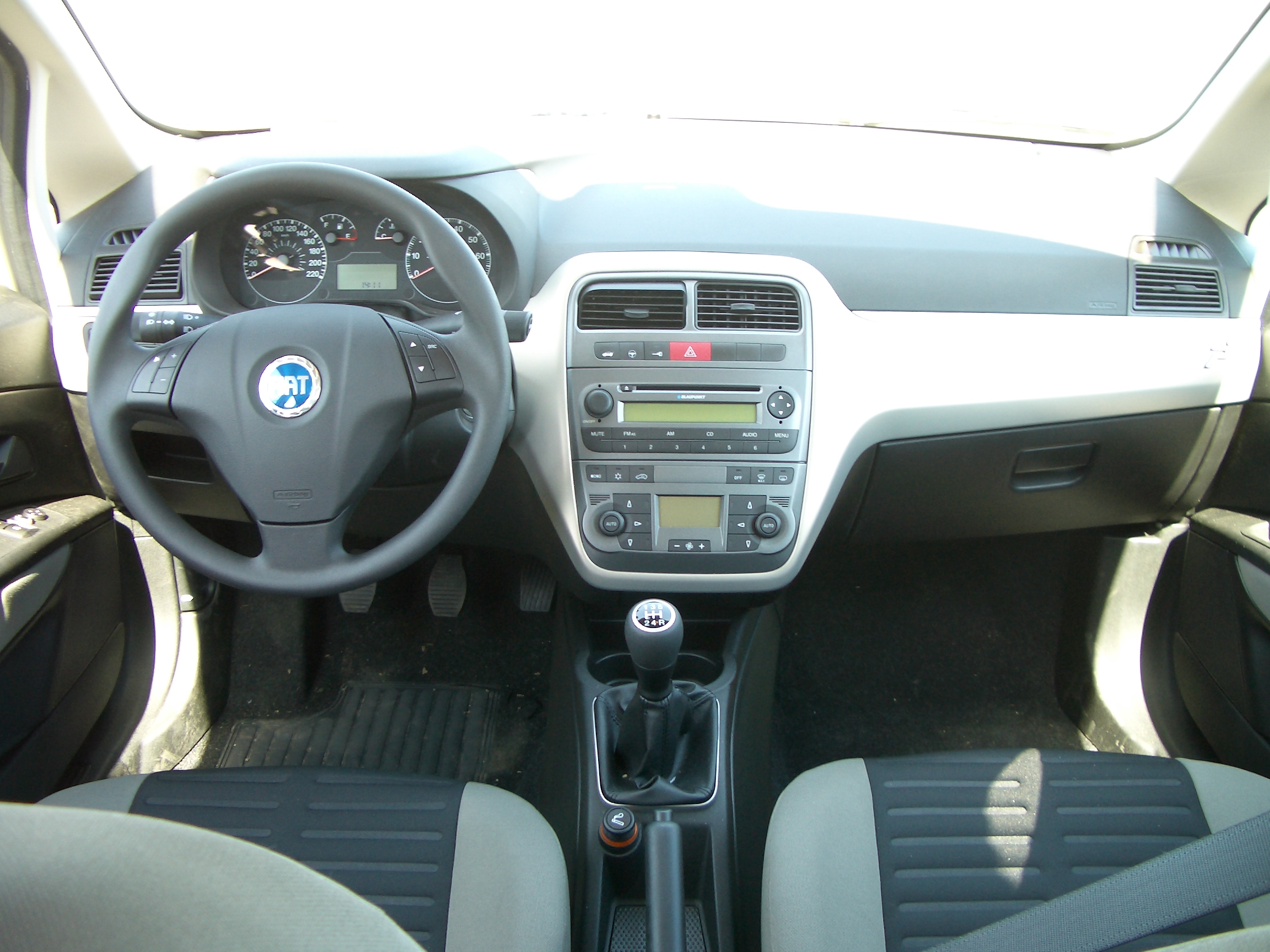
Fiat Grande Punto (intérieur)

Disponible en 3 et 5 portes, elle possède une large palette de moteurs diesel Multijet de 75, 90, 120 et 130 ch et essence de 65 à 77 ch et le tout nouveau moteur de technologie Starjet de 95 ch, moins polluant. La Grande Punto a été, dans un second temps, aussi disponible avec une boîte de vitesses Dualogic Automatique Magneti-Marelli, sur les versions 77 ch essence et 90 ch diesel.
Elle remplace à terme la gamme Punto II qui reste néanmoins au catalogue du constructeur Fiat jusqu'en 2009 (sous le nom Punto Cult) et dont les composants sont exportés en Serbie chez Zastava pour le montage de la Punto Yougoslave, la Zastava Z10 by Fiat. Le Cx est de 0,33.

### Motorisations
Lors de son lancement, les motorisations disponibles étaient :
|                    | 1.2 8V (Essence) | 1.4 8V (Essence) | 1.4 16V Starjet (Essence) | 1.4 16V T-jet (à partir de 2008) (Essence) | 1.3 16V 75 (Diesel) | 1.3 16V 90 (Diesel) | 1.9 8V 120 (Diesel) | 1.9 8V 130 (Diesel) |
| ------------------ | ---------------- | ---------------- | ------------------------- | ------------------------------------------ | ------------------- | ------------------- | ------------------- | ------------------- |
| Puissance maxi     | 65 ch            | 77 ch            | 95 ch                     | 120 ch                                     | 75 ch               | 90 ch               | 120 ch              | 130 ch              |
| Couple maxi        | 102 N m          | 115 N m          | 128 N m                   | 206 N m                                    | 190 N m             | 200 N m             | 250 N m             | 280 N m             |
| Vitesse maxi       | 155 km/h         | 165 km/h         | 178 km/h                  | 195 km/h                                   | 165 km/h            | 175 km/h            | 189 km/h            | 188 km/h            |
| 0 à 100 km/h       | 14,5 s           | 13,2 s           | 11,4 s                    | 8,9 s                                      | 13,6 s              | 11,9 s              | 10 s                | 9 s                 |
| Consommation mixte | 6,1 L/100 km     | 6,1 L/100 km     | 6,1 L/100 km              | 6,6 L/100 km                               | 4,2 L/100 km        | 4,6 L/100 km        | 5,6 L/100 km        | 5,8 L/100 km        |
| Émission CO2       | 145 g/km         | 145 g/km         | 145 g/km                  | 155 g/km                                   | 123 g/km            | 112 g/km            | 149 g/km            | 154 g/km            |

### Retouches 2008
La Grande Punto a connu un très léger restylage au mois de juin 2008. La nouvelle voiture propose ainsi une nouvelle calandre chromée sur les finitions Team, Dynamic et Emotion. La Grande Punto est en plus disponible avec des nouvelles teintes extérieures ainsi qu'un choix plus étoffé au niveau des jantes et des enjoliveurs.
Dans l'habitacle, les modifications restent légères avec des plastiques inédits sur le tableau de bord pour améliorer la présentation et la finition. De nouvelles selleries et des compteurs redessinés sont également au programme.
La finition Sport voit les optiques recevoir un traitement fumé dark effect afin de lui offrir plus de caractère.
La Grande Punto adopte le nouveau moteur diesel 1.6 Multijet 120 ch qui émet 115 g/km de CO², ce qui lui permet de recevoir un bonus écologique accordé par l'État français de 700 euros. Ce moteur équipe déjà la Fiat Bravo, dans sa version 120 ch.
Avec ces modifications, le constructeur turinois en a profité pour très légèrement augmenter ses tarifs avec par exemple 140 euros de plus sur la finition Team, 250 euros pour Dynamic et Emotion et 350 euros pour la Sport.
En 2009, elle est renommée Grande Punto Cult.

## Punto Evo (2009 - 2012)

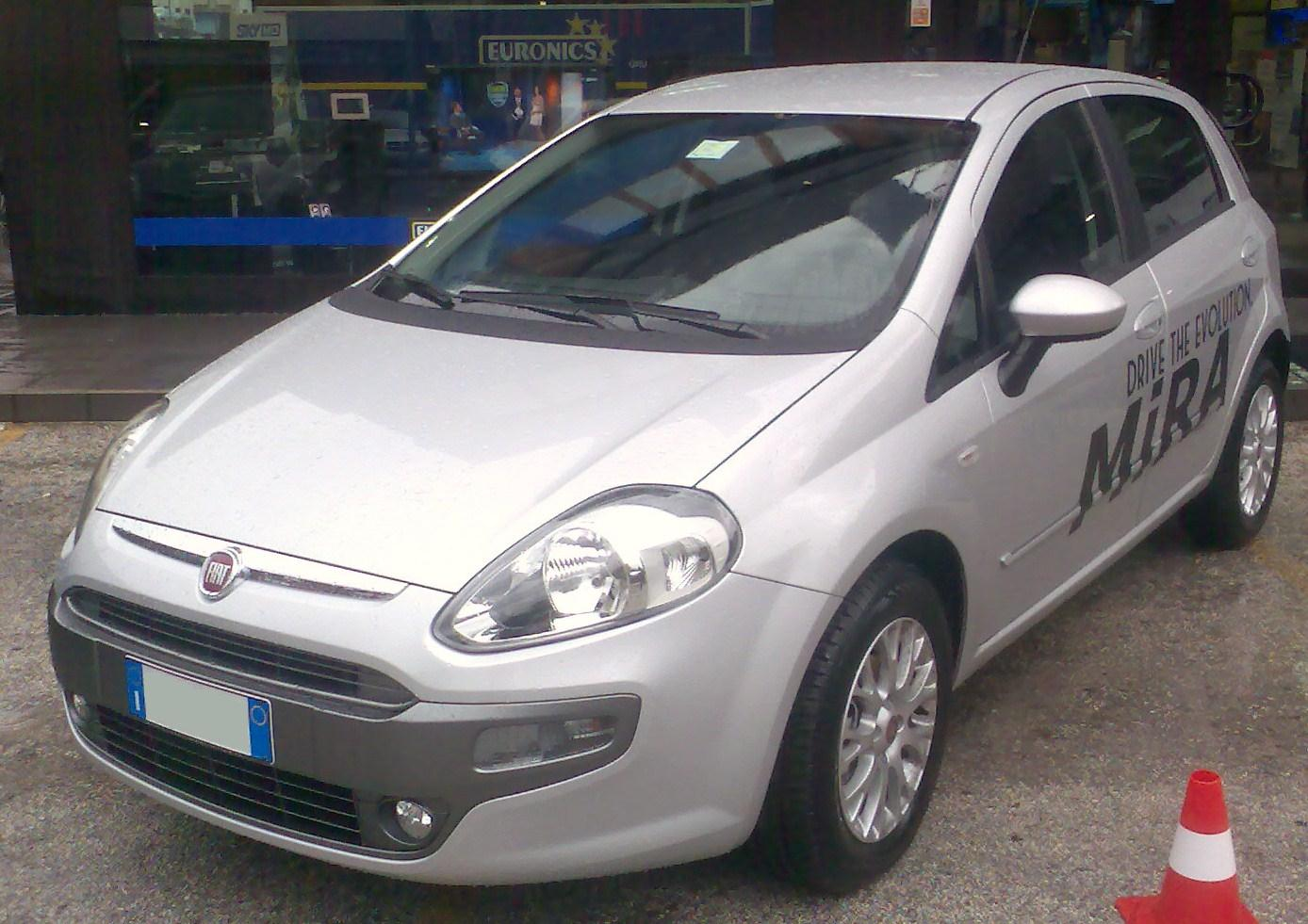
Fiat Punto Evo.

Le 31 août 2009, Fiat dévoile la phase 2 de la Grande Punto qui s'appelle Punto Evo. Elle a été officiellement lancée au Salon de Francfort en septembre 2009. Ce nouveau modèle vient compléter et non pas remplacer la gamme Grande Punto phase 1 qui reste en fabrication avec des améliorations mécaniques et intérieures. Les ajustements et la qualité des plastiques (moussés) du tableau de bord ont largement progressé.
Cette nouvelle Punto a été revue extérieurement, surtout la face avant qui arbore un nouveau pare-chocs et des nouveaux feux à l'arrière. La ligne générale reste inchangée.
Côté motorisations, la Punto Evo reprend les motorisations essence 1,2 de 65 ch et le 1,4 de 77 ch. Une version au gaz naturel (Natural Power) du moteur 1,4 développe 70 ch, mais cette version n'est pas compatible avec le gaz GPL en France. De nouveaux moteurs équipés du système Multiair seront disponibles courant 2010. Côté diesel, la Punto Evo bénéficie du 1,3 Multijet de base de 75 ch mais reçoit la version Multijet 2 qui développe 95 ch et le fameux 1,6 de 120 ch.
Ce modèle répond par avance aux futures normes Euro5 et offre 7 airbags, dont un pour les genoux du conducteur. Il dispose également de l'ESC et du Hill Holder, une exclusivité Fiat qui permet un démarrage en côte sans utiliser le frein à main. Elle devance aussi la norme d'éclairage de jour DRL, obligatoire à partir de 2010, avec des anti-brouillards cornering qui éclairent l'intérieur du virage.

### Les motorisations
| Modèle                                  | Moteur                                    | Cylindrée (cm3) | Puissance kW (ch DIN) | Couple (N m)       | Émis. CO2 (g/km) | 0-100 km/h (secondes) | Vitesse maxi (km/h) | Conso. moyenne (l/100 km) |
| --------------------------------------- | ----------------------------------------- | --------------- | --------------------- | ------------------ | ---------------- | --------------------- | ------------------- | ------------------------- |
| 1.2 Fire 8V 65                          | 4 cylindres en ligne essence              | 1 242           | 48 kW (65 ch)         | 102 à 3 000 tr/min | 135              | 13,2                  | 165                 | 5,7                       |
| 1.4 Fire 8V 77 Start&Stop               | 4 cylindres en ligne essence              | 1 368           | 57 kW (78 ch)         | 115 à 3 000 tr/min | 132              | 13,2                  | 165                 | 5,9                       |
| 1.4 Fire 8V 77 Start&Stop Dualogic      | 4 cylindres en ligne essence              | 1 368           | 57 kW (78 ch)         | 115 à 3 000 tr/min | 124              | 13,2                  | 165                 | 6,0                       |
| 1.4 8V 77 Natural Power                 | 4 cylindres en ligne essence-gaz de ville | 1 368           | 57-51 kW (78-69 ch)   | 115 à 3 000 tr/min | 115              | 13,2                  | 156                 | 5,9                       |
| 1.4 Fire 8V 77 GPL                      | 4 cylindres en ligne essence-GPL          | 1 368           | 57-56 kW (78-76 ch)   | 115 à 3 000 tr/min | 119              | 13,2                  | 165                 | 5,9                       |
| 1.4 Multiair 16V 105 Start&Stop         | 4 cylindres en ligne essence              | 1 368           | 77 kW (105 ch)        | 130 à 4 000 tr/min | 134              | 10,8                  | 185                 | 5,7                       |
| 1.4 Turbo Multiair 16V 135 Start&Stop   | 4 cylindres en ligne essence              | 1 368           | 99 kW (135 ch)        | 206 à 1 750 tr/min | 129              | 8,5                   | 200 (205 Sport)     | 5,6                       |
| 1.3 Multijet 16V 75                     | 4 cylindres en ligne diesel               | 1 248           | 55 kW (75 ch)         | 190 à 1 750 tr/min | 119              | 13,6                  | 165                 | 4,2                       |
| 1.3 Multijet 16V 75 Start&Stop          | 4 cylindres en ligne diesel               | 1 248           | 55 kW (75 ch)         | 190 à 1 750 tr/min | 108              | 13,6                  | 165                 | 4,1                       |
| 1.3 Multijet 16V 90                     | 4 cylindres en ligne diesel               | 1 248           | 66 kW (90 ch)         | 200 à 1 750 tr/min | 119              | 11,9                  | 175                 | 4,6                       |
| 1.3 Multijet 16V 90 Dualogic            | 4 cylindres en ligne diesel               | 1 248           | 66 kW (90 ch)         | 200 à 1 750 tr/min | 115              | 11,9                  | 175                 | 4,7                       |
| 1.3 Multijet 16V 95 Start&Stop          | 4 cylindres en ligne diesel               | 1 248           | 70 kW (95 ch)         | 200 à 1 500 tr/min | 110              | 11,7                  | 178                 | 4,2                       |
| 1.3 Multijet 16V 95 Start&Stop Dualogic | 4 cylindres en ligne diesel               | 1 248           | 70 kW (95 ch)         | 200 à 1 500 tr/min | 107              | 11,7                  | 178                 | 4,3                       |
| 1.6 Multijet 16V 120                    | 4 cylindres en ligne diesel               | 1 598           | 88 kW (120 ch)        | 320 à 1 750 tr/min | 119              | 9,6                   | 190 (193 Sport)     | 4,5                       |

## Punto phase 3 (2012 - 2018)

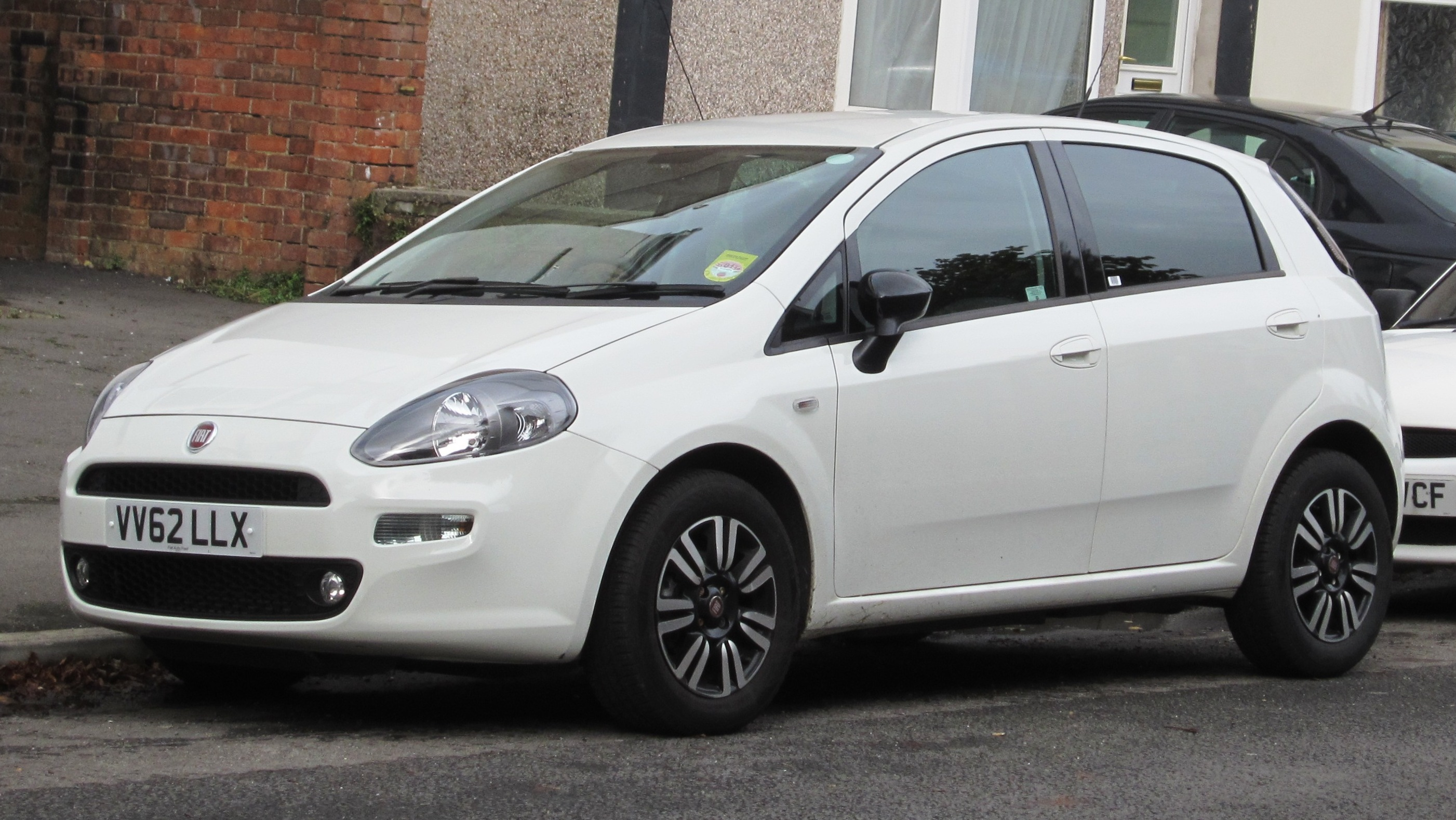
Fiat Punto III phase 3

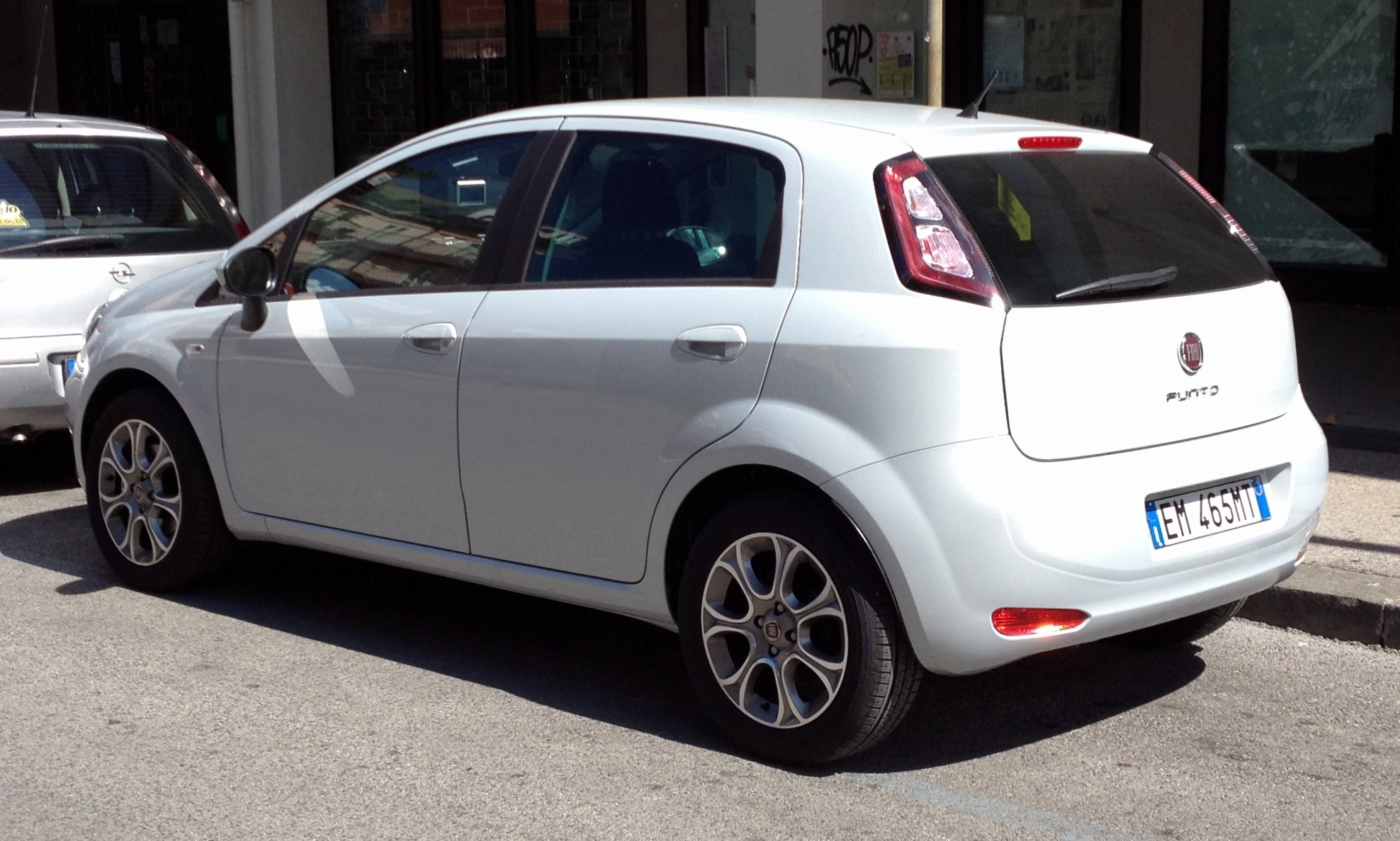
Fiat Punto III phase 3

Le 30 août 2011, Fiat a dévoilé la gamme Punto MY 2012 (phase 3) qui remplace les gammes Grande Punto et Punto Evo. Elle sera officiellement lancée au Salon de Francfort en septembre 2011. Ce nouveau modèle repose sur un léger restylage extérieur. l'évolution de l'intérieur est plus significative et bénéficie de nouvelles motorisations.

### Les modifications extérieures
La gamme Punto MY 2012 abandonne la grosse bande noire de ses pare-chocs qui sont maintenant entièrement peints de la couleur de la carrosserie. Le jonc chromé soulignant le logo Fiat sur le capot de la Punto Evo disparaît.
À l'intérieur, de nouveaux revêtements font leur apparition. Nouveaux tissus de sièges et inserts sur la planche de bord.
La Punto 2012 bénéficie également de nouvelles jantes en alliage léger de 15" et d'un choix de teintes de carrosserie augmenté de trois nouvelles teintes Turquoise, Rouge Rubino et Gris Graphite.
De plus, la gamme comprend maintenant une série TwinAir qui implique non seulement la nouvelle motorisation bi-cylindre mais aussi de nouveaux revêtements intérieurs spécifiques.
Le style général de la nouvelle gamme redevient épuré, typiquement italien, comme sur la première génération.
Le nouveau modèle reprend naturellement les caractéristiques des équipements qui en ont fait son succès : ce fut la première voiture de sa catégorie à être équipée du Blue&Me. Elle est maintenant dotée d'un système appelé éco:Drive info qui permet à son utilisateur d'analyser son style de conduite en temps réel et le conseille pour réduire sa consommation et la pollution.

### Les motorisations
La gamme Punto 2012 renouvelle ses motorisations. Fiat a mis au point de nouvelles unités plus brillantes, consommant moins et avec des rejets polluants réduits. Pas moins de dix motorisations sont offertes. De nouveaux blocs diesel MultiJetII et essence MultiAir font leur apparition. Tous les moteurs sont conformes à la norme Euro 5 et disposent du système Stop&Start avec le Gear Shift Indicator, système qui coupe automatiquement le moteur et suggère le meilleur rapport de boîte de vitesses pour réduire la consommation et les émissions polluantes jusqu'à 15 % sur les parcours urbains. Toute la gamme Punto 2012 est commercialisée à partir du mois de janvier 2012, dans tous les pays.
La Punto peut également monter des unités fonctionnant au gaz ou au GPL mais dispose surtout des nouvelles versions des moteurs TwinAir Turbo 85 CV et l'évolution du 1.3 MultiJetII 85 CV.
Les nouvelles motorisations sont :
| Modèle                                | Moteur                                    | Cylindrée (cm3) | Puissance maxi kW (ch DIN)         | Couple Maxi (N m)      | Émissions CO2 (g/km) | 0 à 100 km/h (secondes) | Vitesse maxi (km/h) | Consommation moyenne (l/100 km) |
| ------------------------------------- | ----------------------------------------- | --------------- | ---------------------------------- | ---------------------- | -------------------- | ----------------------- | ------------------- | ------------------------------- |
| 0.9 TwinAir 4V 85                     | 2 cylindres en ligne essence              | 875             | 62 kW (85 ch) à 5 500 tr/min       | 145 à 2 000 tr/min     | 98                   | 12,7                    | 172                 | 4,20                            |
| 1.2 Fire EVO 8V 70                    | 4 cylindres en ligne essence              | 1 242           | 51 kW (69 ch) à 5 500 tr/min       | 102 à 3 000 tr/min     | 115                  | 14,2                    | 156                 | 5,40                            |
| 1.4 Fire 8V 77 Start&Stop Dualogic    | 4 cylindres en ligne essence              | 1 368           | 57 kW (77 ch) à 6 000 tr/min       | 115 à 3 250 tr/min     | 124                  | 13,2                    | 165                 | 5,70                            |
| 1.4 8V 77 Natural Power               | 4 cylindres en ligne essence-gaz de ville | 1 368           | 57-51 kW (78-70 ch) à 6 000 tr/min | 115-104 à 3 000 tr/min | 115                  | 13,2                    | 156                 | 5,90                            |
| 1.4 Fire 8V 77 GPL                    | 4 cylindres en ligne essence-GPL          | 1 368           | 57 kW (77 ch) à 6 000 tr/min       | 115 à 3 250 tr/min     | 114                  | 13,2                    | 165                 | 5,90                            |
| 1.4 Multiair 16V 105 Start&Stop       | 4 cylindres en ligne essence              | 1 368           | 77 kW (105 ch) à 6 500 tr/min      | 130 à 4 000 tr/min     | 133                  | 10,8                    | 185                 | 5,70                            |
| 1.4 Turbo Multiair 16V 135 Start&Stop | 4 cylindres en ligne essence              | 1 368           | 99 kW (135 ch) à 5 000 tr/min      | 206 à 1 750 tr/min     | 129                  | 8,5                     | 200 (205 Sport)     | 5,60                            |
| 1.3 MultijetII 16V 75                 | 4 cylindres en ligne diesel               | 1 248           | 55 kW (75 ch) à 4 000 tr/min       | 190 à 1 500 tr/min     | 112                  | 12,6                    | 175                 | 4,20                            |
| 1.3 Multijet 16V 85 (+Dualogic)       | 4 cylindres en ligne diesel               | 1 248           | 62 kW (85 ch) à 3 500 tr/min       | 200 à 1 500 tr/min     | 90                   | 11,9                    | 175                 | 3,50                            |
| 1.3 Multijet 16V 95 Start&Stop        | 4 cylindres en ligne diesel               | 1 248           | 70 kW (95 ch) à 4 000 tr/min       | 200 à 1 500 tr/min     | 110                  | 11,7                    | 178                 | 4,20                            |
| 1.6 Multijet 16V 120                  | 4 cylindres en ligne diesel               | 1 598           | 88 kW (120 ch)                     | 320 à 1 750 tr/min     | 119                  | 9,6                     | 190 (193 Sport)     | 4,50                            |

## Les modèles dérivés
La Grande Punto a déjà donné naissance à un modèle dérivé, la « Fiat Linea » qui a été présentée en avant première au Salon d'Istanbul 2006. La Fiat Linea se présente comme une Grande Punto avec un coffre. Elle est désormais disponible depuis fin 2007 sur les marchés européens particulièrement friands de ce type de carrosserie comme l'Espagne, le Portugal, la Grèce et l'Allemagne. Quelques exemplaires sont importés en France par un réseau parallèle. La Linea est produite au Brésil, en Russie, en Turquie et en Inde.
En 2006, au Salon de Genève 2006, les carrossiers Bertone et Fioravanti présentent chacun un concept car de Fiat Punto CC sur la base technique de la Fiat Grande Punto 3 portes. Ce sont les Bertone Suagnà et Fioravanti Skill. Aucun de ces deux prototypes forts astucieux n'a été fabriqué en série.

## La Fiat Grande Punto dans le monde

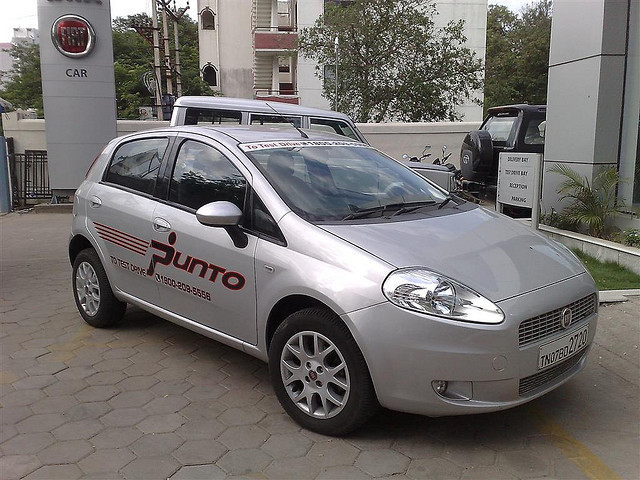
Fiat Punto Brésil et India (Noter les angles de vitres sur le montant central arrondis).

La Grande Punto connait une version une version destinée aux marchés émergents, baptisée en interne ZFA 310, assez proche en apparence (les détails les plus visibles sont les coins des vitrages des portières arrondis et une sellerie plus simple), mais reprenant la base technique plus basique des Fiat Linea, Fiat Palio et Fiat Idea sud-américaines. Elle est aussi plus courte de quelques centimètres pour éviter dans certains pays (Inde notamment) la surtaxe sur les grandes voitures au-delà de 4,00 mètres. Elle est produite dans plusieurs pays :
- Brésil : début de fabrication août 2007 - cadence de 4 000 voitures par mois chez Fiat Automoveïs, le modèle brésilien est exporté dans toute l'Amérique Latine. Elle est restylée en 2014 et appelée Punto Evo. En juin 2017, la Punto III cesse d'être produit au Brésil, où, tout comme la Fiat Palio, elle a été remplacée par la nouvelle Fiat Argo[5] ;
- Turquie : début de fabrication 1er semestre 2008 chez Tofas-Fiat ;
- Inde : début de fabrication janvier 2009 chez Fiat India, exportée en Afrique du Sud et les autres pays avec conduite à gauche. Le 4 août 2014, Fiat India a lancé la version « Punto Evo » avec un restylage important visant à placer la Punto dans la catégorie Prémium. Une version « Avventura » a été lancée à l'automne 2014 et une version « Punto Pure » d'entrée de gamme en 2016, cette dernière reprenant l'avant de feu Grande Punto.

### Avventura (Inde)
Lors du Salon de New Delhi qui s'est tenu début février 2014, Fiat India a présenté un concept car sous la forme d'une variante baroudeuse de sa Punto, un peu à la manière de ses productions brésiliennes qui disposent quasiment toutes d'une version Adventure aussi appelée Trekking. Ce prototype dont la mise en production a débuté peu après, reprend la plateforme de base construite localement mais légèrement surélevée pour augmenter la garde au sol, vu la nature du réseau routier indien, et équipée des mêmes motorisations. Extérieurement, la roue de secours est fixée sur le hayon, comme sur les SUV.
Cette Fiat Avventura est commercialisée depuis l'automne 2014 aux côtés de la Punto de base et la version Abarth spécifique.

### Fiat Abarth Punto (Inde)
En 2015, la filiale indienne du groupe Fiat Automobiles, Fiat India, a lancé un modèle spécifique destiné uniquement au marché local, la « Fiat Abarth Punto ».
Elle est équipée du moteur Fiat 1,4 MultiAir 16V développant 145 ch à 5 500 tr/min avec un couple de 212 N m entre 2000 et 4 000 tr/min.
Pour respecter le classement local qui tient compte, pour les taxes, des dimensions hors tout de la voiture plutôt que la puissance ou la cylindrée du moteur, les Fiat Punto indiennes ne mesurent que 3 989 mm de long au lieu de 4 065 mm et 1 687 mm de large au lieu de 1 721 mm ailleurs ; l'empattement reste inchangé à 2 510 mm.

## Niveaux de finition

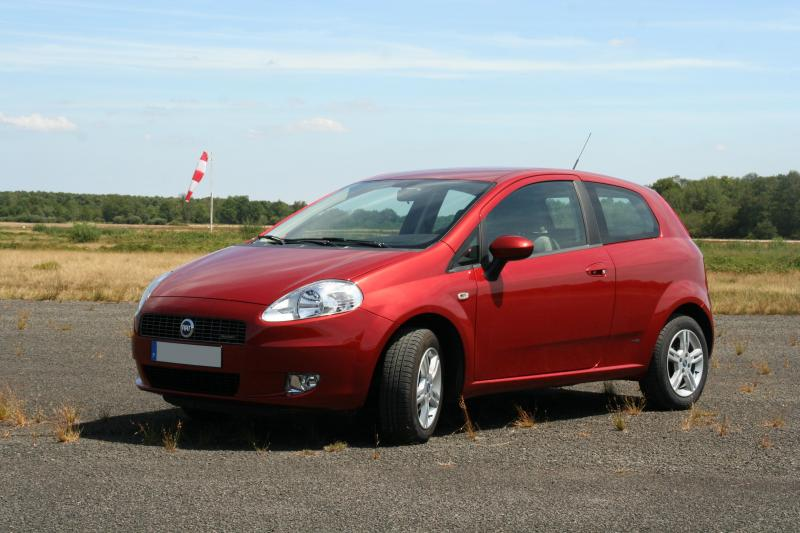
Fiat Grande Punto.

- Active (à partir de 11 100 euros) : disponible avec les moteurs essence 1,2 litre 8V (65 ch) et diesel 1,3 litre 16V Multijet (75 ch) ;
- Dynamic (à partir de 12 300 euros) : disponible avec les moteurs essence 1,2 litre 8V (65 ch), 1,4 litre 8V (77 ch), 1,4 litre 16V Starjet (95 ch), diesel 1,3 litre 16V Multijet (75 ch) et 1,3 litre 16V Multijet 2 (95 ch) ;
- Emotion (à partir de 13 900 euros) : disponible avec les moteurs essence 1,4 litre 8V (77 ch), 1,4 litre 16V Starjet (95 ch), diesel 1,3 litre 16V Multijet (75 ch), 1,3 litre 16V Multijet 2 (95 ch) et 1,6 litre 8V Multijet (120 ch) ;
- Sport (à partir de 15 100 euros) : disponible avec les moteurs essence 1,4 litre 16V Starjet (95 ch), diesel 1,3 litre 16V Multijet (90 ch) et 1,9 litre 8V Multijet (130 ch) ;
- Orange II, série spéciale (à partir de 11 150 euros) : disponible avec les moteurs essence 1,2 litre 8V (65 ch) et diesel 1,3 litre 16V Multijet (75 ch).

## Équipements de série

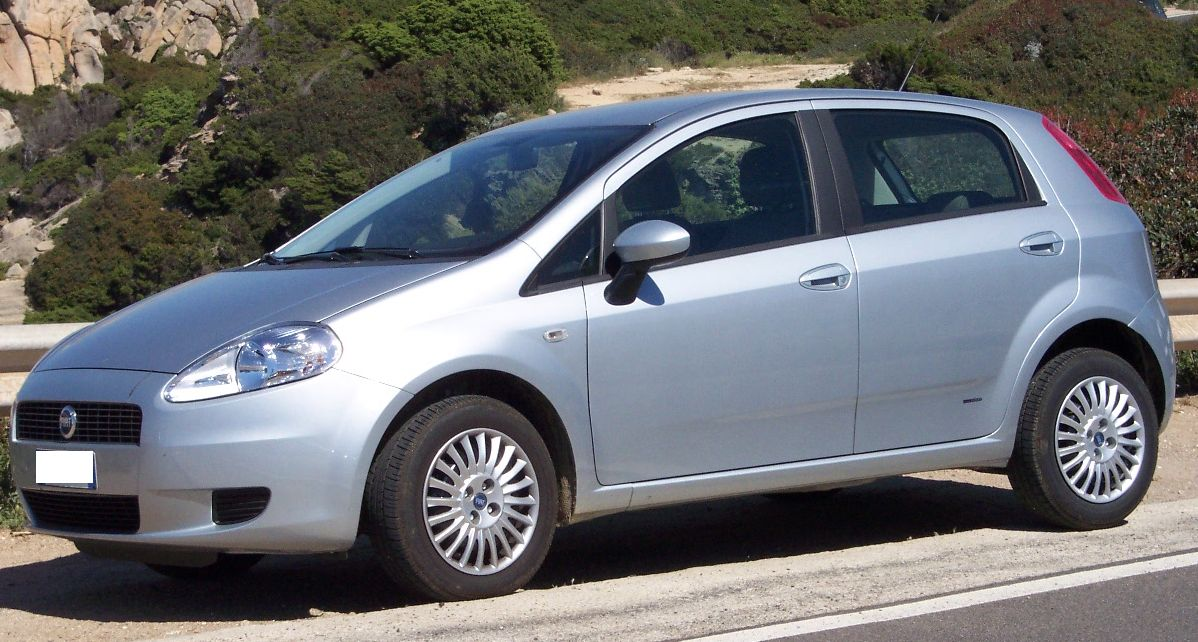
Fiat Grande Punto.

### Active
- ABS + EBD ;
- Coussins gonflables de sécurité conducteur et passager (« Airbag ») ;
- Coussins de sécurité de type rideau ;
- Appuis-tête réglables en hauteur ;
- Autoradio avec commandes au volant ;
- Direction assistée avec fonction City ;
- Jantes acier 15" ;
- Lève-vitres avant électriques ;
- Ordinateur de bord ;
- Rétroviseurs électriques réglables de l'intérieur ;
- Siège conducteur réglable en hauteur ;
- Verrouillage centralisé avec commande à distance ;
- Volant réglable en hauteur et profondeur.

### Dynamic

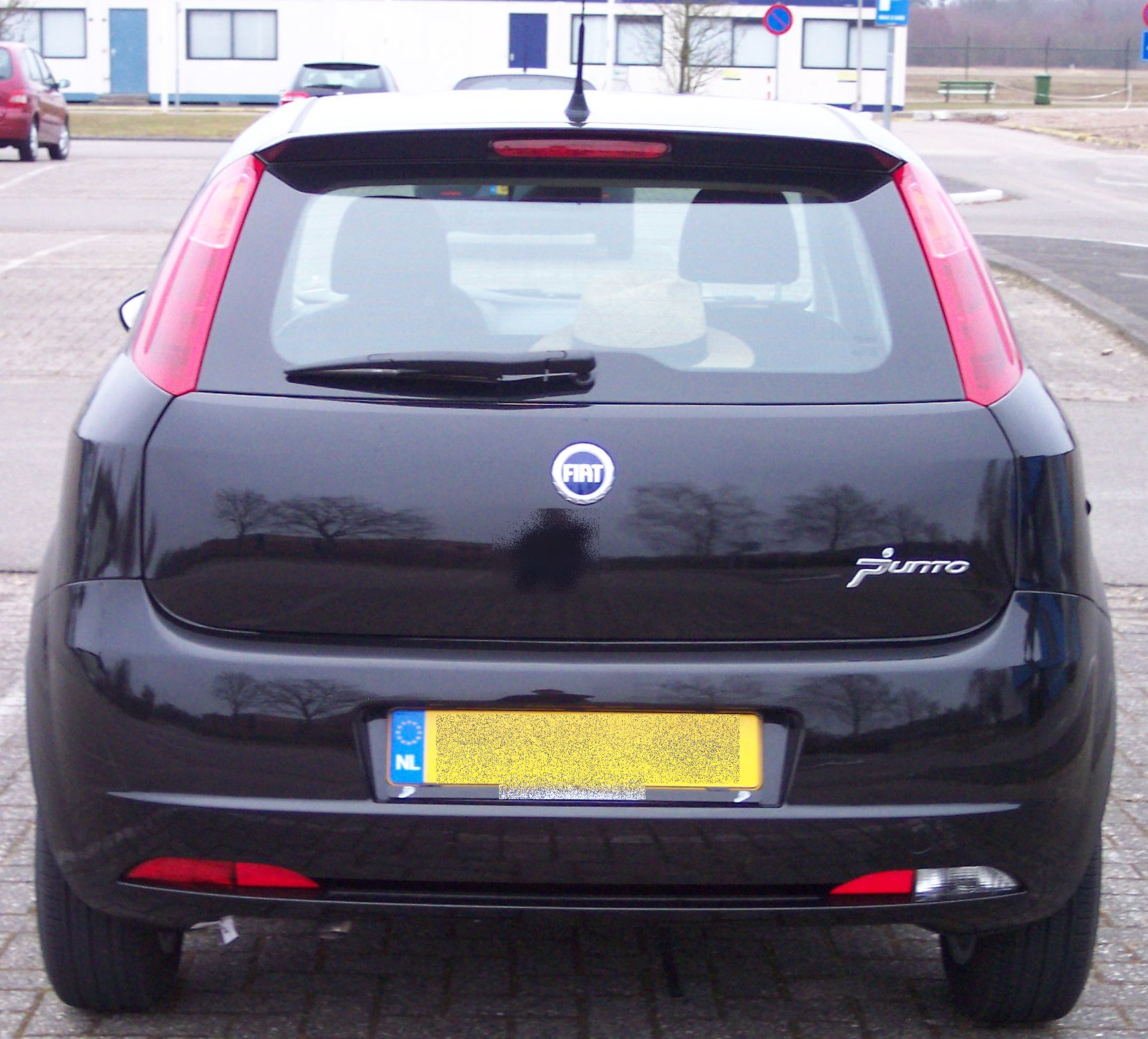
Fiat Grande Punto.

Équipements en plus de la version active :
- Air conditionné ;
- Coussins gonflables de sécurité latéraux (« Airbag ») ;
- Autoradio lecteur CD MP3 avec commandes au volant (Le format MP3 n'est pas pris en charge sur les modèles postérieurs à juin 2008) ;
- Banquette arrière rabattable 1/3 - 2/3 ;
- Intérieurs exclusifs ;
- Rétroviseurs teinte carrosserie et réglables électriquement ;
- Windowbags.

### Emotion
Équipements en plus de la version Dynamic :
- Capteur de pluie ;
- Climatisation bi-zone ;
- ESP sur diesel 120 ch ;
- Intérieurs exclusifs ;
- Jantes en alliages 15" ;
- Phares avant anti-brouillard ;
- Régulateur de vitesse ;
- Volant et pommeau de vitesse gainés de cuir.

### Sport

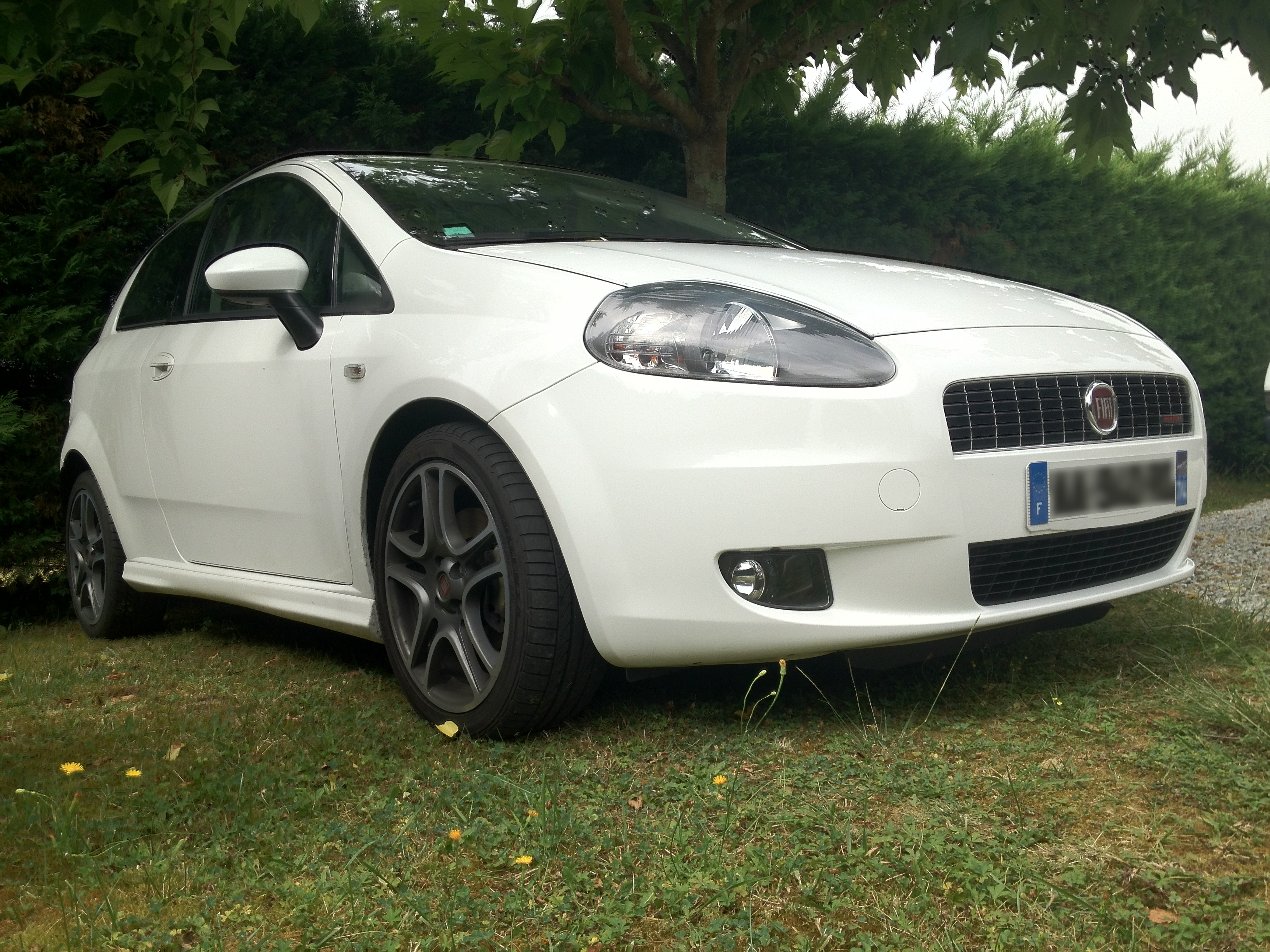
Fiat Grande Punto Sport Multijet.

Équipements en plus de la version Active :
- Air conditionné ;
- ASR ;
- Capteur de pluie ;
- Châssis Sport ;
- ESP ;
- Habillage sportif ;
- Jantes alliage 17" avec pneus 205/45 ;
- Mini-jupes latérales ;
- Phares anti-brouillard ;
- Pot d'échappement chromé ;
- Régulateur de vitesse ;
- Sièges avant et arrière enveloppants (4 places) ;
- Système audio Hi-Fi compatible mp3 ;
- Tableau de bord à fond blanc ;
- Volant, pommeau de vitesse et frein à main gainés de cuir.

## Sécurité
La Fiat Punto a passé les crash-tests de l'Euro NCAP version 2017. Et les résultats sont mauvais. Contrairement aux 2 précédentes générations du modèle, elle n'a obtenu aucune étoile. Du jamais vu dans l'histoire de l'organisme européen. Cependant, les lacunes tiennent plus à l'absence de dispositifs d'assistance à la sécurité (liés au durcissement de la notation avec le temps) qu'à des problèmes structurels. Lors de son lancement en 2005, la Punto de troisième génération avait en effet obtenu la note de 5/5 à l'Euro NCAP.
Les résultats de l'Euro NCAP version 2017 :
- Note totale :  ;
- Protection des adultes : 51 % de réussite ;
- Protection des enfants : 43 % de réussite ;
- Protection des piétons : 52 % de réussite ;
- Aide à la sécurité : 0 % de réussite.

## Abarth Grande Punto

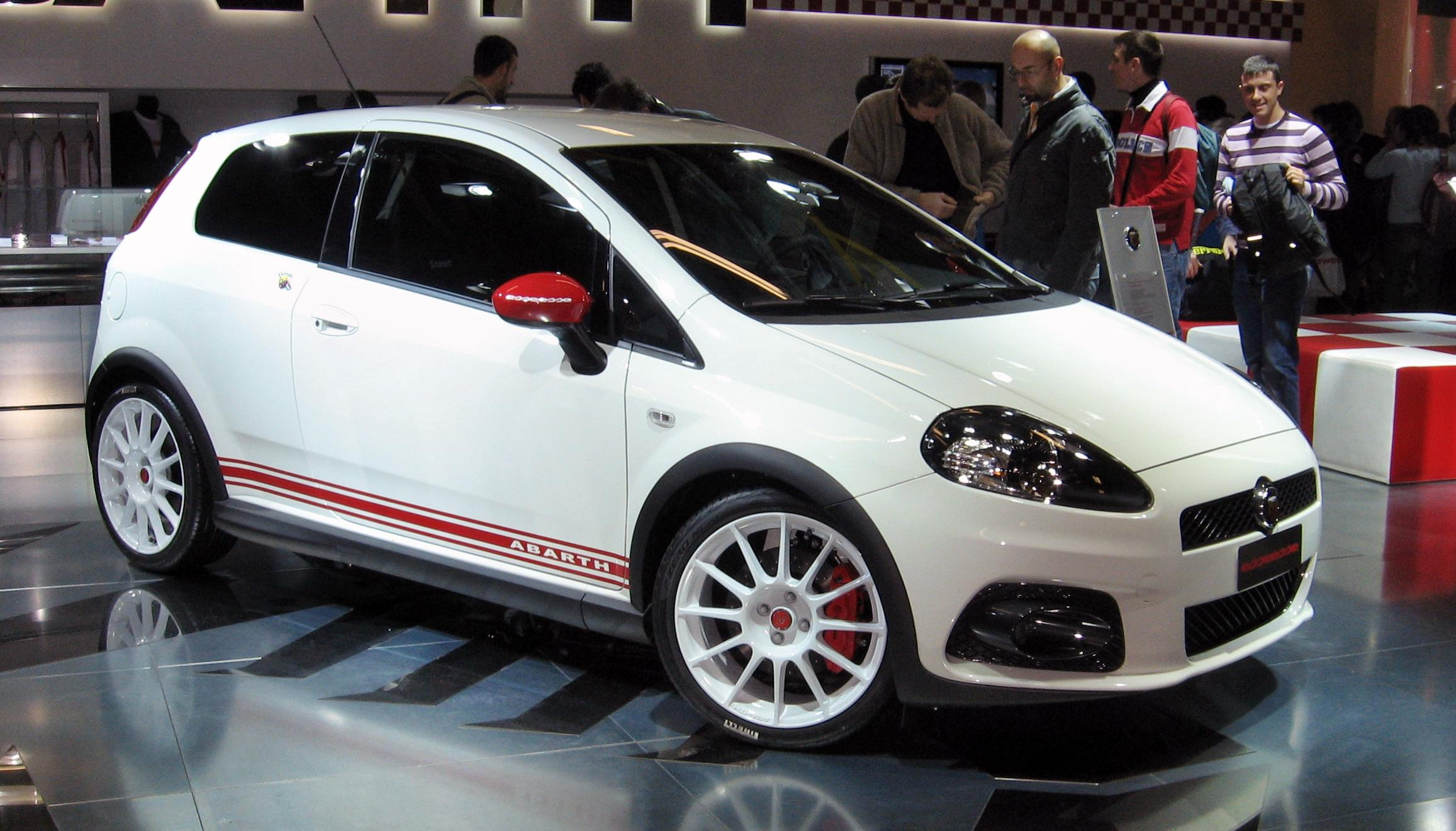
Fiat Grande Punto Abarth.

Fiat propose deux versions sportives de la Grande Punto : la version Abarth routière et la S2000 pour la compétition.

## Remplacement
La Punto devait être remplacée par une citadine polyvalente reprenant le design de la 500, avec pour objectif d'augmenter les marges du modèle. Ce développement est toutefois avorté à cause de l'absence d'une nouvelle plate-forme suffisamment moderne chez le groupe Fiat Chrysler Automobiles pour un véhicule citadin.
En avril 2022, le directeur général de Fiat Olivier François annonce la relance d'un projet de remplacement de la Punto, avec une sortie prévue pour 2023; par une citadine qui ne porterait selon lui pas la même appellation. Reprenant la base technique des Opel Corsa F et Peugeot 208 II, elle serait disponible avec des motorisations thermiques (éventuellement micro-hybridées) et 100 % électriques.